# Онежское озеро
Оне́жское о́зеро (Оне́го, вепс. Änine, карел. Oniegu, фин. Ääninen, Äänisjärvi) — озеро на северо-западе европейской части России, второй по величине пресноводный водоём в Европе после Ладожского озера и третий — в России. С 1951 года является частью Верхнесвирского водохранилища, поднявшего уровень озера на 0,3 м.
Около 80 % акватории озера расположено в административных границах Республики Карелия, 20 % — в Ленинградской и Вологодской областях. Относится к бассейну Балтийского моря Атлантического океана.
Площадь озера без островов составляет 9690 км², а с островами — 9720 км²; объём водной массы — 295 км³; длина с юга на север — 248 км, наибольшая ширина — 91,0 км. Средняя глубина — 30 м, а максимальная — 120 м (по другим сведениям — 127 м). Высота над уровнем моря — 33,3 м.
Котловина озера тектонического происхождения, расположена на стыке крупных геологических структур — Балтийского щита в северной части озера и Восточно-Европейской платформы в южной.
На берегах Онежского озера расположены города Петрозаводск, Кондопога и Медвежьегорск. В Онежское озеро впадают около 50 рек, вытекает река Свирь.

## Этимология
В ранних русских памятниках письменности озеро упоминается как «Онего». Точное происхождение его названия неизвестно; возможно древнее, дофинское происхождение.
Существует несколько версий происхождения названия:
- академик А. М. Шёгрен производит название озера от фин. ääni «звук, голос», вепсское название озера (Änine — от än' «голос» и уменьшительно-ласкательного суффикса -ine) буквально означает «голосок»; отсюда — «звучащее („шумливое“) озеро»[Л 1];
- А. Л. Погодин считает, что топоним происходит от саамских слов agne «песок» + jegge «низменная равнина»;
- филолог И. И. Муллонен считает, что название озера могло произойти от саам. äne и прибалтийско-финского änine/äniz «большой, значительный»[Л 2].

Вопреки распространённому мнению, название озера никак не связано с названием реки Онеги, впадающей в Белое море.

## Физико-географическая характеристика

### История изучения
В 1874—1894 годах состоялась гидрографическая экспедиция «Отдельная съёмка Онежского озера», организованная Морским министерством Российской империи с целью проведения топографической съёмки прибрежной полосы, промера глубин, изучения донных отложений, течений, термического и уровенного режимов Онежского озера. В результате исследований была составлена генеральная карта озера «Руководство для плавания в Онежском озере». Навигационные карты впервые были изданы в 1906 году и в дальнейшем неоднократно уточнялись и перепечатывались.

### История формирования
| Озеро             | Площадь поверхности воды, км² | Объём, км³ | Месторас- положение (страна) |
| ----------------- | ----------------------------- | ---------- | ---------------------------- |
| Ладожское         | 17 700                        | 908        | Россия                       |
| Онежское          | 9720                          | 285        | Россия                       |
| Венерн            | 5550                          | 180        | Швеция                       |
| Псковско- Чудское | 3550                          | 25,2       | Россия · Эстония             |
| Веттерн           | 1900                          | 72         | Швеция                       |
| Сайма             | 1800                          | 36         | Финляндия                    |
| Белое             | 1290                          | 5,2        | Россия                       |
| Выгозеро          | 1140                          | 7,1        | Россия                       |
| Меларен           | 1140                          | 10,0       | Швеция                       |
| Пяйянне           | 1065                          | …          | Финляндия                    |
| Ильмень           | 1200                          | 12,0       | Россия                       |
| Инари             | 1000                          | 28,0       | Финляндия                    |

Котловина Онежского озера ледниково-тектонического происхождения. В палеозое (300—400 млн лет назад) вся территория современного бассейна Онежского озера была покрыта шельфовым морем в окрестностях древнего континента Балтика, располагавшегося к тому же в приэкваториальных широтах. Осадочные отложения того времени — песчаники, пески, глины, известняки — покрывают мощной толщей (свыше 200 м) кристаллический фундамент, состоящий из гранитов, гнейсов и диабазов. Современный рельеф образовался в результате деятельности ледникового покрова (последнее, Валдайское оледенение, закончилось около 12 тысяч лет назад). После отступления ледника образовалось Литориновое море, уровень которого был на 7—9 м выше современного уровня Балтийского моря.

### Берега, рельеф дна и гидрография
Площадь зеркала Онежского озера составляет 9720 км² (без островов), наибольшая длина — 248 км, наибольшая ширина — 83 км (от Петрозаводска до устья реки Водлы). Северные берега скалистые, сильно изрезанные, южные — преимущественно низкие, нерасчленённые. В северной части озера глубоко вдаются в материк многочисленные губы и находится самый крупный на озере полуостров Заонежье. Южнее полуострова расположен самый крупный на озере остров — Большой Климецкий. К западу от острова находится самая глубокая (до 100 м и более) часть озера — залив Большое Онего с губами Кондопожской (с глубинами до 78 м), Илем-Горской (42 м), Лижемской (82 м) и Уницкой (44 м). В северо-восточной части озера вытянулся на север большой залив, северная часть которого называется Повенецким заливом, средняя часть — Заонежским заливом, а южная часть — заливом Малое Онего с глубинами 40—50 м. Глубокие участки чередуются здесь с мелями и группами островов, которые расчленяют залив на несколько частей. У берегов озера множество камней .
Основная часть озера — Центральное Онего — имеет площадь в 5685 км², включая Петрозаводскую и Свирскую губы.
Средняя глубина озера составляет 31 м, максимальная глубина в наиболее глубоководной северной части озера достигает 127 м. Средняя глубина в центральной части составляет 50—60 м, ближе к югу дно поднимается до 20—30 м. Для Онежского озера характерны многочисленные резко выраженные повышения и понижения дна. В северной части озера много желобов, чередующихся с высокими подъёмами дна, образующими банки, на которых часто ловят рыбу промышленные траулеры. Значительная часть дна покрыта илом. Типичными формами являются луды (мелководные каменистые мели), сельги (глубоководные повышения дна с каменистыми и песчаными грунтами, в южной части озера), подводные кряжи и гряды, а также впадины и ямы. Подобный рельеф создаёт благоприятные условия для жизни рыб.
Для режима Онежского озера характерен весенний подъём воды, который продолжается 1,5—2 месяца, при годовых колебаниях уровня воды до 0,9—1 м. Сток из озера зарегулирован Верхне-Свирской ГЭС. Реки приносят до 74 % приходной части водного баланса (15,6 км³ в год), 25 % приходится на атмосферные осадки. 84 % расходной части водного баланса приходится на сток из озера по реке Свирь (в среднем 17,6 км³ в год), 16 % — на испарение с водной поверхности. Наивысшие уровни воды озера в июне—августе, низшие — в марте и в апреле. Наблюдаются частые волнения, высота штормовых волн достигает 3,5 м. Озеро замерзает в центральной части в середине января, в прибрежной части и в заливах — в конце ноября — декабре. В конце апреля вскрываются устья притоков, открытая часть озера — в мае. Вода в открытых глубоких частях озера прозрачная, с видимостью до 7—8 м. В заливах — немного меньше, до одного метра и менее. Вода пресная, с минерализацией 10 мг/л.
|  | Цифрами обозначены: 1. Свирская губа 2. Петрозаводская губа и город Петрозаводск 3. залив Большое Онего 4. Кондопожская губа 5. залив Малое Онего 6. Заонежский залив 7. Повенецкий залив 8. Остров Кижи 9. Озеро Водлозеро и Водлозерский национальный парк 10. Ивинский Разлив 11. Мыс Бесов Нос 12. Остров Большой Климецкий |

### Бассейн и острова
Площадь бассейна Онежского озера составляет 53 100 км².
В озеро впадают более 1000 водотоков, из них 52 реки протяжённостью более 10 км и 8 — более 100 км. Самыми большими из них являются Водла и Суна. Также озеро наполняют своими водами Коровья, Гимрека, Рыбрека, Шелтозерка, Яни, Шокша, Петручей, Мерозлов, Вантик, Большая Уя, Уйка, Деревянка, Орзега, Нёлукса, Каменный ручей, Лососинка, Неглинка, Падас, Нючкина, Анга, Сялнага, Чапа, Чебинка, Викшречка, Листига, Уница, Малая Пигма, Маткозеро, Вожмариха, Пижей, Лельречка, Судма, Тамбица, Калей, Царёвка, Макушиха, Вичка, Лумбушка, Пиндушка, Беломорско-Балтийский канал, Северная Ижмукса, Южная Ижмукса, Аржема, Возрица, Нелекса, Шойвана, Немина, Лукдожма, Кодача, Пяльма, Пудож, Туба, Ялганда, Оравручей, Чажва, Сомба, Андома, Вытегра, Мегра, Пертручей, Ошта, Пуинжа, Чёрная и другие.
В Свирской губе южной части озера находится исток единственной вытекающей из озера реки Свирь, на которой в 1953 году построена Верхне-Свирская ГЭС.
Беломорско-Балтийский канал соединяет озеро с Белым морем, а через Волго-Балтийский водный путь — с Волгой, Каспийским и Чёрным морями. С созданием в 1951—1953 годах Верхне-Свирского водохранилища озеро стало водохранилищем (площадь — 9720 км²).
Общее количество островов в Онежском озере достигает 1650, а их суммарная площадь составляет 250 км² (по другим сведениям, 224 км²). Самый известный из онежских островов остров Кижи, на котором расположен одноимённый музей-заповедник с деревянными постройками XVIII—XIX веков. Самый крупный остров — Большой Климецкий (147 км²); на нём располагается несколько поселений, имеется школа. Другие острова — Большой Лёликовский, Суйсари, Южный Олений остров.

- Остров Сосновец
- Петрозаводская губа
- Берег Онежского озера. Вознесенье
- Острова озера

### Флора и фауна
Низкие берега Онежского озера заболочены и затопляются при подъёме уровня воды. По берегам озера и на его островах, в камышовых и тростниковых зарослях, гнездятся утки, гуси и лебеди. Прибрежная область покрыта густыми таёжными лесами в девственном состоянии.
Имеются случаи наблюдения на Онежском озере тюленей.
Онежское озеро отличает значительное разнообразие рыб и водных беспозвоночных, включающих значительное число реликтов ледниковой эпохи. В озере встречаются стерлядь, лосось озёрный, форель озёрная, форель ручьевая, палия лудная, палия ямная, ряпушка, ряпушка-килец, сиг, хариус, корюшка, щука, плотва, елец, густера, лещ, чехонь, карась золотой, голец, щиповка, сом, угорь, судак, окунь, ёрш, рогатка онежская, подкаменщик, налим, миноги речная и ручьевая. Всего в Онежском озере встречается 47 видов и разновидностей рыб, относящихся к 13 семействам и 34 видам.

### Экологическое состояние
Во второй половине XX века воздействие на экосистему Онежского озера интенсивно росло, особенно по фактору загрязнения. Наибольший пресс испытывают северо-западная и северная части озера, где расположены Петрозаводский, Кондопожский и Медвежьегорский промузлы. Здесь сосредоточено 80 % населения и более 90 % промышленного потенциала бассейна. Учтённое загрязнение от трёх промузлов составляют порядка 190 млн м³ сточно-дренажных вод и 150 тысяч т выбросов в атмосферу за год. Объём техногенных стоков в бассейне Онежского озера составляет порядка 315 млн м³ в год, из них 46 % приходится на производственно-хозяйственные, 25 % — ливневой сток и 16 % — дренажно-мелиоративные воды. Поступление в озеро биогенных элементов составляет: фосфора — 810 т, общего азота — 17 тысяч т в год, а из озера с водами реки Свирь выносится 280 т фосфора и 11,8 тысяч т азота, то есть накапливается в озере 68 % фосфора и 31 % азота. Флот и моторные лодки (около 8000 единиц) с выхлопными газами, сбросом из систем охлаждения, утечками загрязняют водную среду преимущественно нефтепродуктами (порядка 830 т за навигацию), фенолами (0,5 т), свинцом (0,1 т), оксидами серы, азота и углерода.
С начала 1990-х по конец 2010-х годов из-за потепления климата Карелии в озеро выносилось всё больше органических (гумусовых) веществ и росли такие параметры как цветность воды, содержание взвеси (от 1,6 до 3 мг/л), железа (от 0,12 до 0,42 мг/л), фосфора (от 12 до 22 мкг/л) и углекислого газа (от 1,2 до 3,0 мг/л). В то же время кислотность воды и содержание кислорода падали (соответственно, от 7,22 до 7,12 и от 101 до 92 % насыщения). Резкое увеличение концентрации железа в вернем слое ила вызвало снижение численности макрозообентоса в 6-7 раз. Кроме того, с 2007 по 2016 годы в бассейн озера из точечных источников было сброшено более 80 тысяч тонн загрязняющих веществ, более половины выбросов приходится на Петрозаводск и Кондопогу. Тем не менее, вода озера имеет высокое качество и относится к классу 2 («слабозагрязнённая») или 3 «а» («загрязнённая»). Из 28 найденных в воде загрязняющих веществ лишь 6 имели строго антропогенное происхождение.
Исследование 2018 года показало, что общий видовой состав и сезонная динамика зоопланктона в Петрозаводской губе осталась неизменной с 1960-х годов.

## Хозяйственное значение
На берегах Онежского озера расположены города Петрозаводск, Кондопога, Медвежьегорск, посёлок городского типа Повенец. Озеро судоходно, является частью водной магистрали, входящей в состав Волго-Балтийского водного пути и Беломорско-Балтийского канала, связывающей бассейны Балтийского, Каспийского и северных морей. Через систему каналов и рек грузы из Петрозаводска могут быть отправлены в любые страны прибрежной морской зоны: от Германии до Ирана. Вдоль южного берега озера от реки Свири до реки Вытегры прорыт Онежский судоходный канал.
На берегах Онежского озера расположено 2 порта (Петрозаводский порт и порт Медвежьегорск), 5 пристаней (Кондопога, Повенец, Шала, Вытегра, Вознесенье) и несколько остановочных пунктов.
Регулярного пассажирского сообщения по озеру нет, но регулярно несколько раз в день во время навигации по маршрутам Петрозаводск — Кижи и Петрозаводск — Великая губа ходят туристические теплоходы и «метеоры». Кроме того, пассажирские суда ходят по маршруту Петрозаводск — Шала.
В акватории Онежского озера с 1972 года ежегодно в конце июля проводится крупнейшая в России Онежская парусная регата — открытый чемпионат России по парусному спорту среди крейсерских яхт.
В озере развито рыболовство. Наиболее важное промысловое значение имеют следующие 17 видов: ряпушка, корюшка, сиги, налим, судак, плотва, ёрш, окунь, лещ, щука, лосось и палия; меньшее — язь, хариус, елец, уклея и карась.

- Теплоходы на пристани Кижи
- Петрозаводский грузовой порт
- Беломорско-Балтийская
водная система
- Скульптура «Рыбаки» на Онежской набережной
в Петрозаводске

## Туристические ресурсы

### Города
Город Петрозаводск — столица Республики Карелия, самый большой город на берегу Онежского озера. Основан в 1703 году Петром I. На территории Петрозаводска находится большое количество памятников архитектуры. Самые известные из них: архитектурный ансамбль Круглой площади конца XVIII века, здание бывшей губернской мужской гимназии 1790 года, архитектурный ансамбль проспекта Карла Маркса 1950—1960-х годов, набережная Онежского озера с большим количеством скульптур — подарков от городов-побратимов.
Кондопога известна с 1495 года. Главной достопримечательностью города была Успенская церковь, памятник деревянного зодчества. Церковь была воздвигнута в 1774 году. Её высота составляла 42 метра, что делало её одной из самых высоких деревянных церквей Русского Севера. В августе 2018 года церковь была уничтожена пожаром. В городе находятся два карильона из 23 и 18 колоколов, Ледовый дворец и Дворец искусств с органным залом.
Медвежьегорск основан в 1916 году. С 1931 года — столица строительства Беломорско-Балтийского канала. В 15 км от Медвежьегорска находится Сандармох — место массовых казней НКВД и захоронений заключённых, работавших на канале.

### ОстровКижи
Главной достопримечательностью озера является остров Кижи с одноимённым историко-архитектурным и этнографическим музеем-заповедником. На его территории находится 89 памятников деревянной архитектуры XV—XX веков. Центром острова является архитектурный ансамбль Кижского погоста XVIII века, состоящий из летней двадцатидвухглавой церкви Преображения Господня, зимней девятиглавой церкви Покрова Богородицы и шатровой колокольни. В 1990 году Кижский погост был включён в Список Всемирного наследия ЮНЕСКО.

### Онежские петроглифы
Онежские петроглифы расположены на восточном побережье Онежского озера. Они датируются 4—2-м тысячелетиями до н. э. Петроглифы разбросаны разрозненными группами на скалах мысов Бесов Нос, Кладовец, Гажий, Пери Нос и на острове Гурий. В целом онежские петроглифы охватывают участок озёрного берега длиной в 20,5 км и включают примерно 1200 фигур и знаков.
В июле 2021 года петроглифы Онежского озера (наряду с петроглифами Белого моря) были включены в список объектов культурного наследия ЮНЕСКО.

## Особо охраняемые природные территории
По берегам Онежского озера располагаются следующие природные комплексы и объекты, для которых установлен режим особой охраны:
- «Онежский» — охраняемый природный комплекс регионального значения, расположенный на юго-восточном побережье Онежского озера в Вытегорском районе. В ландшафте комплекса преобладает самый молодой для Вологодской области озёрно-ледниковый рельеф, сформировавшийся в Прионежской низине. Имеется редкий для региона эоловый рельеф в виде дюн. Территория отличается богатым видовым разнообразием. Также в границах комплекса располагаются два памятника природы: Андом-гора (Андомский геологический разрез) и Пятницкий бор[37].
- «Муромский» — комплексный ландшафтный заказник регионального значения, расположенный вдоль восточного берега Онежского озера в Пудожском районе, состоящий из трёх отдельно расположенных участков (кластеров): кластер № 1 «Муромский», кластер № 2 «Полуостров Кочковнаволок» и кластер № 3 «Островной». В южной части заказника имеется нехарактерное для Карелии побережье с хорошо развитыми дюнами. В северной части заказника (севернее устья Чёрной реки) встречаются «бараньи лбы» — обработанные ледником обнажения твёрдых кристаллических пород. Здесь находится комплекс памятников археологии: многочисленные древние захоронения, стоянки, наскальные изображения (петроглифы). На территории заказника находится уникальный природный памятник послеледниковой эпохи — озеро-лагуна Муромское, отделённое от Онежского озера километровым участком суши, на котором расположен объект культурного наследия Муромский Свято-Успенский мужской монастырь, основанный в XIV веке[38].
- Чёлмужская коса — геологический памятник природы регионального значения, расположенный в северо-восточной части Онежского озера в Заонежском заливе на территории Медвежьегорского района. Живописный песчаный мыс, вытянутый в северо-восточном направлении на 13 км, образованный как боковая краевая гряда во время невской стадии оледенения[39].
- Оровский полуостров (Оровнаволок) — природный комплекс в статусе «земли историко-культурного назначения», расположенный в Повенецком заливе Онежского озера на территории Медвежьегорского района. Полуостров шириной до 2,5 км и протяженностью 8 км, представляет собой флювиогляциальную дельту (то есть образован деятельностью текучих талых ледниковых вод) и сложен песками с валунами и галькой в гряды высотой до 90 метров над уровнем моря. На территории полуострова находятся более 30 памятников археологии федерального значения — от эпохи мезолита до раннего Средневековья[40].
- Клим-гора (полуостров Клим) — ландшафтный памятник природы регионального значения, расположенный в северной части Онежского озера между Повенецким и Заонежским заливами на территории Медвежьегорского района. Под охраной находится полуостров Клим с горой Клим (86,0 м) и обширными песчано-галечными пляжами на протяжении 2,5 км вблизи мыса Клим Нос на восточном берегу полуострова. Мыс Клим Нос представляет собой флювиогляциальную дельту с конечной мореной четвертичного ледникового периода с присутствием крупных термокарстовых воронок глубиной до 20 м, образованных при таянии глыб льда под песчаными осадками. В обрывах этих воронок наблюдается разрез четвертичных отложений с ленточными глинами и одиночными валунами в глинистых осадках[41].
- Кижский заказник — зоологический заказник федерального значения в шхерах северо-западной части Онежского озера на территории Медвежьегорского района, включает острова Большой Клименецкий и Кижи с прилегающей однокилометровой зоной акватории. Также имеет статус «земель историко-культурного назначения»[42].
- Заозерский заказник — комплексный ландшафтный заказник регионального значения, расположенный в северо-западной части Онежского озера на северо-восточном побережье Петрозаводской губы и полуострова Бараний Берег на территории Петрозаводского городского округа и частично Прионежского района. Ландшафт заказника представлен озёрными террасами, вытянутыми вдоль побережья[43]. В северо-западной части заказника находится урочище «Чёртов Стул», геологический памятник природы, представляющий собой выходы вулканогенных образований суйсарского вулканического комплекса возрастом около 2 млрд лет[44].
- Побережье Онежского озера — природно-рекреационная территория в Прионежском районе на западном берегу Онежского озера в 10 км к югу от Петрозаводска, состоящая из двух участков (кластеров): № 1 «Песчаный» (вблизи устья Нёлуксы) и № 2 «Орзегский» (вблизи устья Орзеги)[45].
- Щелейки — геологический памятник природы регионального значения на юго-западном побережье Онежского озера на территории Подпорожского района, представляющий собой скальные выходы южной оконечности Шокшинской гряды, сложенные протерозойскими габбро-диабазами и кварцитами, круто обрывающиеся вблизи берега. Этот участок рельефа является особенным по отношению к остальным образованиям Свирско-Ловатской области абразионных и аккумулятивных равнин. Здесь можно наблюдать разнообразный комплекс четвертичных отложений: морену, флювиогляциальные пески, пляжевые песчаные отложения. Охране подлежит также растительность скальных склонов, обрывов и карнизов, представленная среди прочего старовозрастными экземплярами сосны и можжевельника[46].

## Картографические материалы
- Онежское озеро. Атлас / ред. Н. Н. Филатов. — Петрозаводск: Карельский научный центр РАН, 2010. — 151 с. www.krc.karelia.ru. Дата обращения: 8 сентября 2019. Архивировано 20 октября 2019 года.